# Festival REC 2025
Festival REC 2025 fue la décima edición del festival musical en Concepción, Chile, el cual se llevó a cabo en el Parque Bicentenario de Concepción y el Teatro Biobío los días 15 y 16 de marzo de 2025.

## Historia
El 12 de septiembre de 2024 la organización confirmó la realización de la décima edición del festival. El 13 de febrero de 2025, el festival y Chilevisión sellaron un acuerdo para la transmisión televisada del evento desde su sitio web, su canal de Youtube y el canal Chilevisión Contigo de Pluto TV.
La primera jornada reunió a 175 mil espectadores, mientras que la segunda, 185 mil espectadores, logrando el récord histórico por jornada y por edición, alcanzando 360 mil personas.
Con motivo de ser la décima edición del evento, en uno de sus accesos se montó "una galería a cielo abierto con todos los hitos que han alimentado la leyenda musical de Concepción": la visita de Violeta Parra para fundar el Museo Nacional de Arte Folklórico Chileno en 1957; la presentación de Los Prisioneros en 1984 en el Aula Magna de la Universidad de Concepción, teloneados por Los Ilegales; además de homenajes al proyecto de punk Talcahuano Ecosidio y los colectivos de new wave, Los 4 Amigos del Doctor y La Casa de los Sueños. 
Según un estudio desarrollado por Evento Medido en colaboración con INACAP y presentado en mayo de ese año, esta edición generó un impacto económico total de $18.958 millones de pesos chilenos, un 92% más que en la edición anterior. Mientras que Chilevisión reportó 1,7 millones de usuarios únicos que vieron el evento en sus diversas plataformas.

## Lineup

### Anuncio
El 7 de febrero de 2025 se revelaron los cabezas de cartel del evento: Los Tres, Suede y Garbage. Ese mismo día se anunciaron los horarios de cada artista.

### Lineup diario
El escenario Entel funcionó entre 14:00 y 22:15, el escenario Santander entre 14:40 y 21:00, el Vans stage entre 13:00 y 20:00, mientras que el Teatro Biobío entre 13:00 y 18:00.
| Sábado 15 de marzo | Sábado 15 de marzo  | Sábado 15 de marzo | Sábado 15 de marzo |
| Escenario Entel    | Escenario Santander | Vans Stage         | Teatro Biobío      |
| ------------------ | ------------------- | ------------------ | ------------------ |
| Los Tres           | Suede               | Gepe               | Chini.png          |
| Ana Tijoux         | Saiko               | Constanza Nicolet  | Hermanos Millar    |
| Julius Popper      | Marineros           | Homecompiuter      | Dinastía Moon      |
| Chances            | DPSE                | Rocío Peña         | Rayén García       |
| Casi Lola          |                     | Onírica            | Tetite Tutate      |
|                    |                     | Pulentos           |                    |
|                    |                     | Red Bull Batalla   |                    |

| Domingo 16 de marzo     | Domingo 16 de marzo | Domingo 16 de marzo | Domingo 16 de marzo       |
| Escenario Entel         | Escenario Santander | Vans Stage          | Teatro Biobío             |
| ----------------------- | ------------------- | ------------------- | ------------------------- |
| Garbage                 | Julieta Venegas     | Red Bull Batalla    | Trío Esmeralda            |
| Cómo Asesinar a Felipes | Joe Vasconcellos    | Negro Pésimo        | Sebastián Orellana        |
| Inti Illimani Histórico | Pegotes             | Catalina            | Contradicción             |
| The Ganjas              | María Ester Zamora  | Loyaltty            | Banda Yámana              |
| Lioka                   |                     | Yuri del Biobío     | Cantando Aprendo a Hablar |
|                         |                     | Pulso Gaiana        |                           |
|                         |                     | Nunca Vas a Saber   |                           |